# リャザン
リャザン（リャザニ；露: Рязань [rʲɪˈzanʲ] ( 音声ファイル)）は、ロシアの都市である。リャザン州の州都。人口は52万8559人（2021年）。モスクワから南東に196キロメートル。鉄道でモスクワ、ウラジーミルなどと結ばれている。高速道路M5が走る。オカ川の右岸、オカ川にトルベジ川が注ぐ地点近くに位置し、オカ川の重要な河港である。条件反射の研究で有名なイワン・パブロフはリャザンの出身。

## 歴史

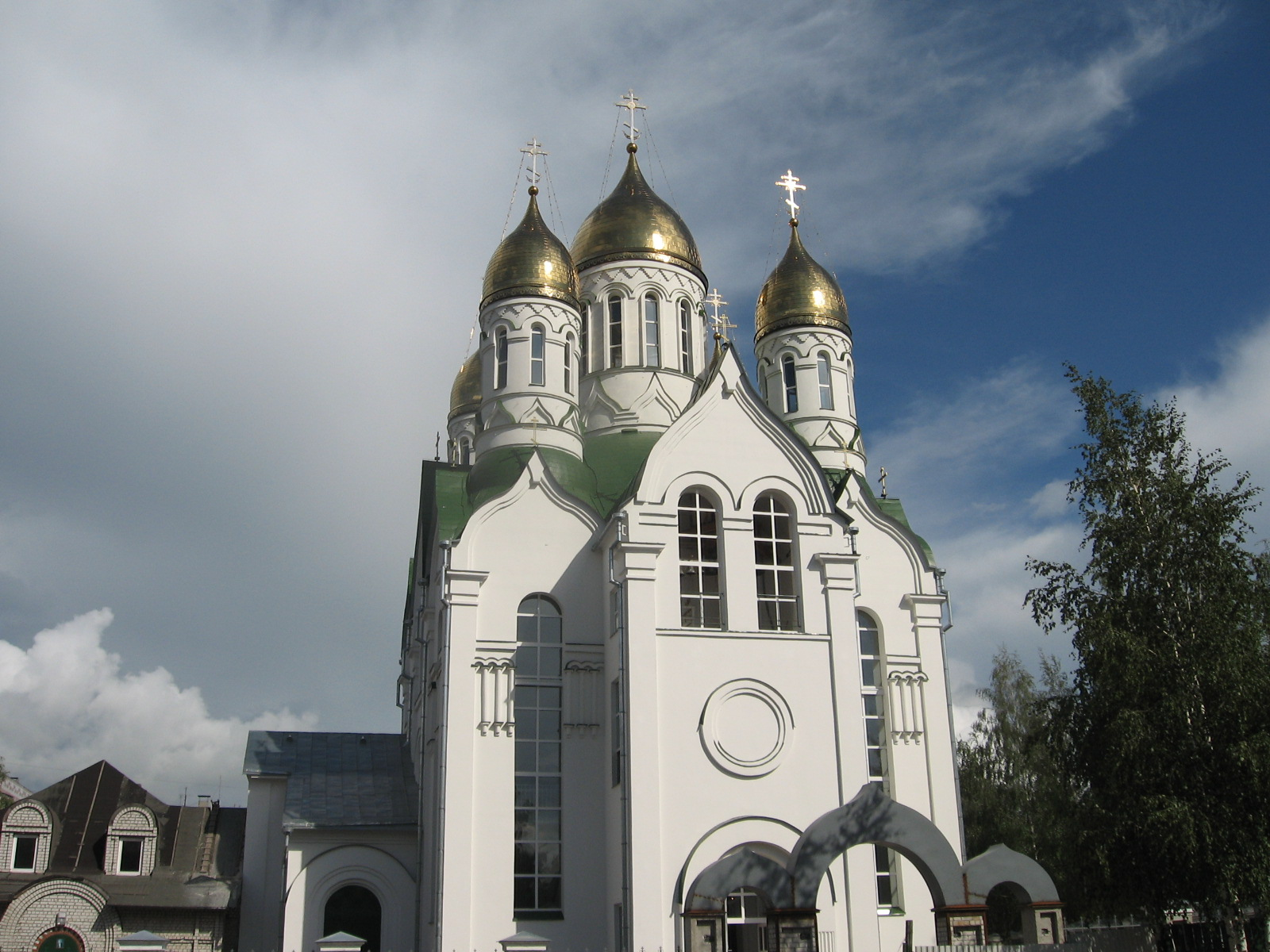
アレクサンドル・ネフスキー聖堂

もともと、リャザン公国の首都リャザンは、現在のリャザンから南東に50キロメートルほどのオカ川下流に位置していた（スパッスク＝リャザンスキー近郊、現在のスターラヤ・リャザーニ Старая Рязаньの村）。フィン・ウゴル系民族のいた地に進出してきたスラヴ人は、8世紀ごろから現在のリャザンの場所に木造で要塞を築いたとみられる。現在のリャザン・クレムリンのうち最古の部分は12世紀に遡る。
現在のリャザンが記録に初出したのは1095年のことで、当時はペレヤスラヴリ（Переясла́вль, Pereyaslavl）と呼ばれ、旧リャザン（スターラヤ・リャザーニ）を中心に1078年から存在したリャザン公国の一部であった。ペレヤスラヴリには、1095年にはすでに聖ニコライ聖堂が存在しており一帯の精神的中心であったが、この聖堂は1611年の戦争で破壊されている。その他にも聖ボリスとグレブ聖堂など多くの聖堂が建ち、ムーロムとリャザンの主教、およびムーロム＝リャザンの大公も屋敷を構えていた。
オカ川沿いに建つ旧リャザンおよびペレヤスラヴリは、北欧方面とヴォルガ川流域・中央アジアを結ぶ交易都市であり、その繁栄は12世紀のアラブの旅行者アブ・ハーミド・アル＝ガルナーティー（Abu Hamid al-Gharnati）の旅行記にも記されている。北の森林地帯と南のステップ地帯の境界に位置する街であったが、ハザール、ペチェネグ、ポロヴェツなどステップからの侵入者による襲撃が絶えなかった。またルーシ諸公国同士の争いも多く、1176年にはコロムナをめぐりキエフ大公と対立し、1180年にはペレヤスラヴリがフセヴォロド3世の軍により占領され焼き尽くされ、大公の部下たちや主教までがウラジーミルへと連行された。
13世紀初頭にはリャザン公国にはつかの間の平穏が訪れ、旧リャザンは15,000人、ペレヤスラヴリは2,000人ほどの人口を抱えていた。しかし、旧リャザンは1237年12月21日、モンゴル帝国のバトゥのルーシ侵攻によって略奪破壊されたロシア最初の街となり（リャザン包囲戦、および『バトゥのリャザン襲撃の物語』を参照）、これ以後再建が進まず結局立ち直らなかった。リャザン公国の町々もことごとく灰燼に帰したが、ペレヤスラヴリは既に経済的重要性が失われており、ほぼ無傷で残った。13世紀末には主教もペレヤスラヴリに戻り、14世紀初頭にはリャザン公国の首都はペレヤスラヴリに移され、ペレヤスラヴリ＝リャザンスキー（Переясла́вль-Ряза́нский, Pereyaslavl-Ryazansky）と呼ばれるようになった。これが現在のリャザンである。
大公オレグ・イヴァノヴィチ（オレグ・リャザンスキー、1340-1402年）の治世にはペレヤスラヴリ・リャザンスキーのクレムリンは南ロシア最大を誇り、世俗的にも宗教的にも大きな力を持った。しかし、やがてモスクワ大公国の力がリャザン公国を上回る。1380年にはロシア史上でも有数の大きな決戦であるクリコヴォの戦いが起きた。リャザン大公オレグ・イヴァノヴィチの軍はジョチ・ウルスのママイ・ハーンやリトアニア大公国と連合し、ウラジーミル大公ドミートリー・ドンスコイ率いる軍と戦った。この戦いでリャザン大公やジョチ・ウルスは敗れ、ロシアが「タタールのくびき」から脱する第一歩となったとともにモスクワ大公国の力が伸張するきっかけとなった。

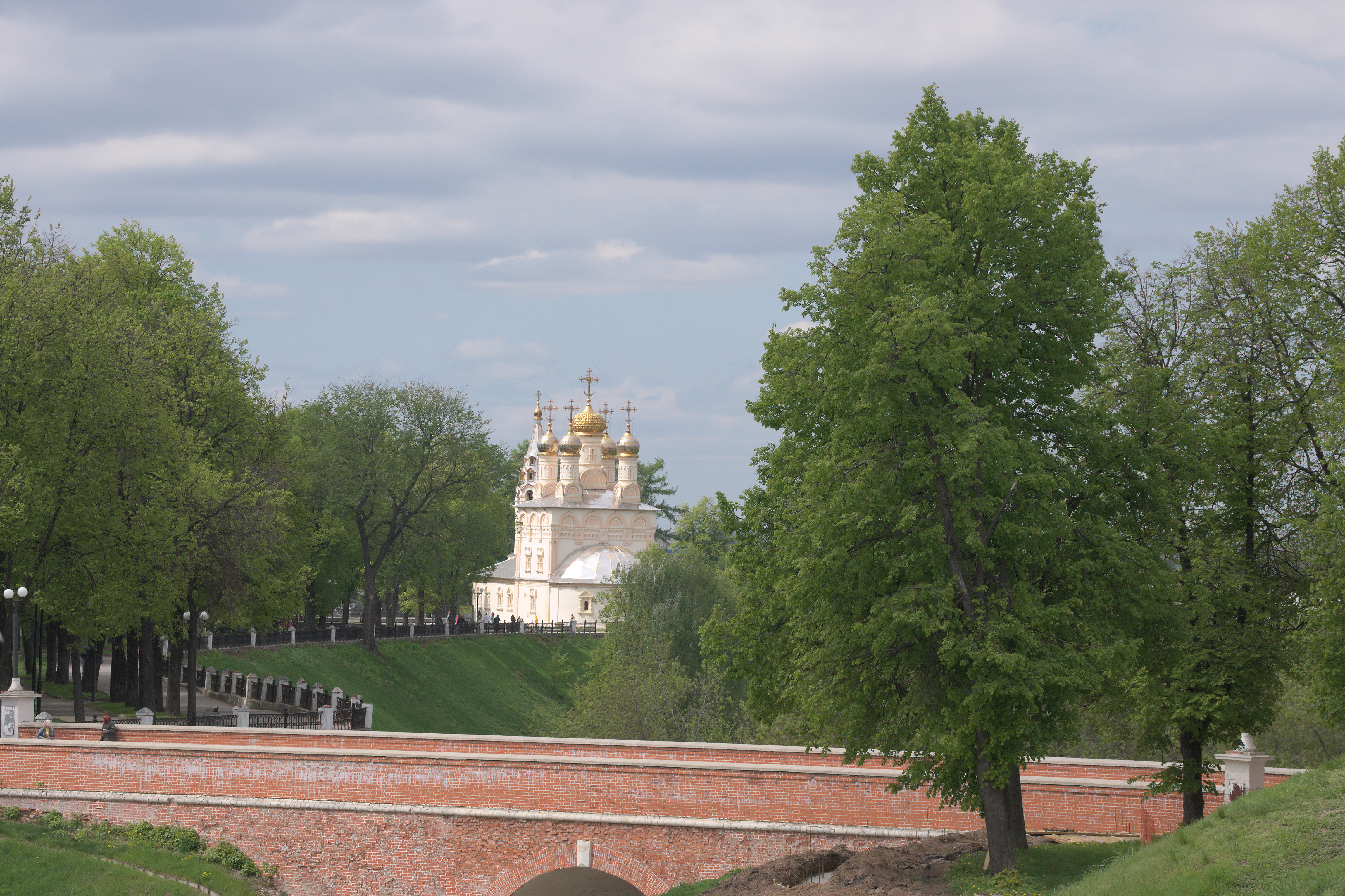
Church of the Saint Saviour on Yar, 1695

1521年にリャザン公国はモスクワ大公国に併合される。1708年よりモスクワ県に編入。1778年、ペレヤスラヴリ＝リャザンスキーはリャザンと改称され、1796年よりリャザン県の県都となった。19世紀後半、鋳鉄、ウォッカ醸造、製脂などの産業が発達した。

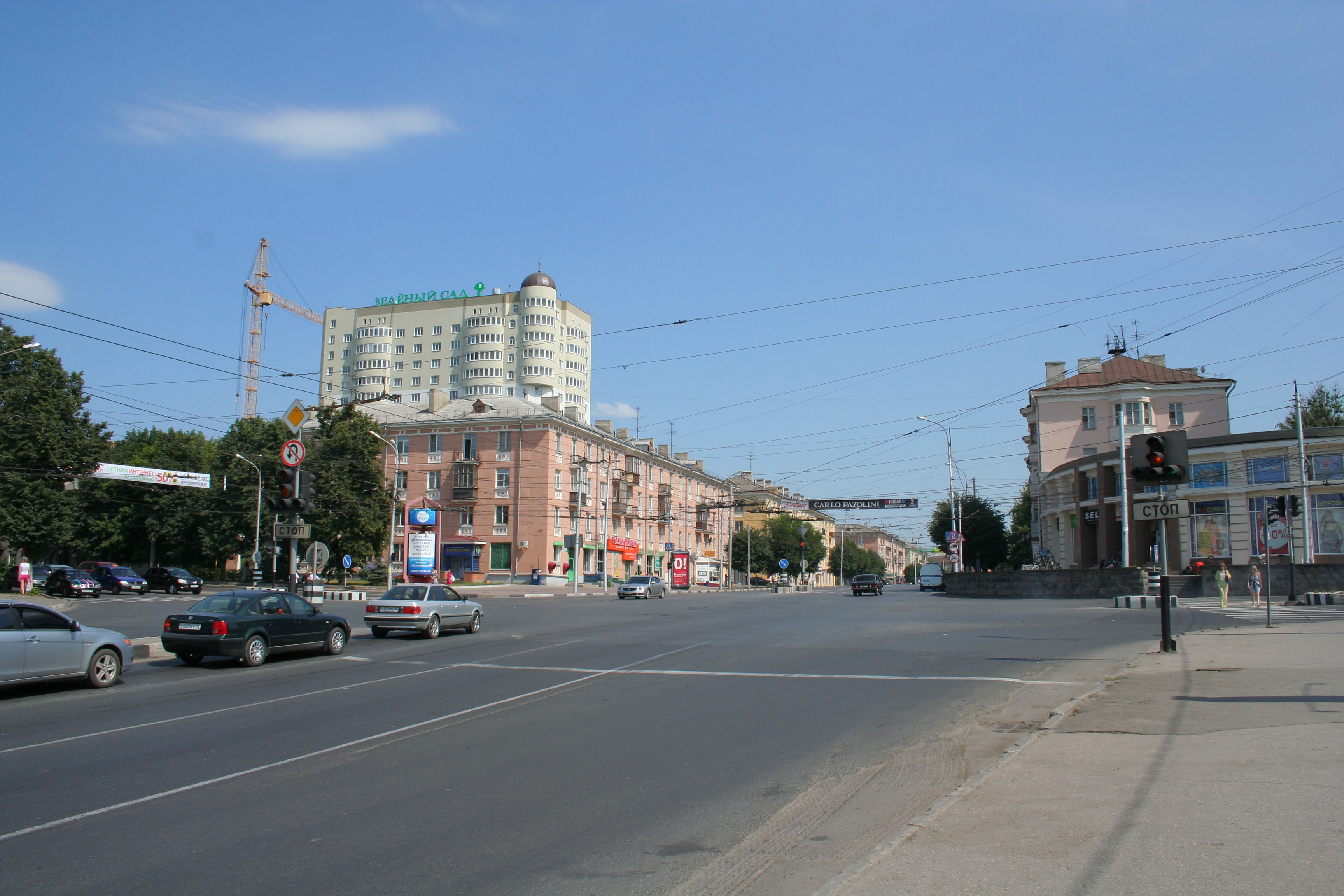
現代のリャザンの街並み

1904年、リャザンにロシア最初の社会民主主義グループが誕生。リャザンの労働者たちは1905年のロシア第一革命に参加した。1917年11月8日（旧暦10月26日）から11月12日（旧暦10月30日）にかけてソヴィエトがリャザンに樹立された。リャザン県は1929年に廃止されたが、1937年にモスクワ州およびヴォロネジ州の一部からリャザン州が分かれ、リャザンはその行政の中心となっている。ソヴィエト期に入って、第二次世界大戦までに食品加工、木材加工などが発達した。
第二次世界大戦ではドイツ軍に占領されず、戦後は自動車製造なども発展し、軽工業都市から重工業都市へと変貌した。現在では工作機械、金属加工、計器製造，石油化学などが盛んである。またパラシュート部隊下級士官の養成機関であるリャザン空挺軍大学も有名。

## リャザン出身の人物
- イワン・パブロフ
- アンドレイ・マルコフ - 数学者。
- コンスタンチン・ツィオルコフスキー - 科学者。
- セルゲイ・エセーニン - 詩人。厳密には都市リャザンではなく、リャザン県コンスタンチノヴォ村の出身。
- イリーナ・メレシナ - 陸上競技選手。
- アレクサンドラ・トゥルソワ - フィギュアスケート選手。

## 友好都市
- ミュンスター（ドイツ）
- ロヴェチ（ブルガリア）
- オミシュ（クロアチア）
- アレッサンドリア（イタリア）
- 徐州市（中華人民共和国）